# Салманова, Гюльнар Алифага кызы
Гюльнар Алифага кызы Салманова (азерб. Gülnar Əlifağa qızı Salmanova; 24 июля 1956, Хиллы — 24 октября 2015, Баку) — азербайджанская актриса. Лауреат премии Президента Азербайджана (2015). Заслуженная артистка Азербайджана (2000).

## Биография
Родилась в посёлке Хыллы Нефтечалинского района.
В 1981 году окончила факультет комедии Азербайджанского Государственного института искусств. С того же года работала в Азербайджанском театре музыкальной комедии.
У актрисы был сильный голос сопрано. В основном выступала в своём амплуа субретки как на телевидении, так и в кино.
В 1978 году вышла замуж. В 1979 году родился сын Эльчин.
Умерла 24 октября 2015. Похоронена на кладбище «Мазары Шехер».

## Фильмография
- Bağışla (Извини) (1983)
- Adam ol! 2 (Будь человеком 2) (2006)
- Adam ol! 3 (Будь человеком 3) (2007)
- Acılar bitməz (Боль не кончается) (2009)

## Награды
- Заслуженная артистка Азербайджана (2000)[3]
- Премия Президента Азербайджана от 6 мая 2015 года[4]